# 韓藝瑟
韓藝瑟（韓語：한예슬，1981年9月18日—），韓國女演員。

## 經歷
2001年，參加Super Model選拔大會而出道，於2003年接拍首部處境喜劇《男生女生向前走4》獲得首個電視獎項。2004年，參演《九尾狐外傳》擔任第二女主角而廣為人知。於2006年人氣劇集《幻想的情侶》中首度擔正第一女主角，扮演失憶的惡女趙安娜而人氣急升，獲得多個電視獎項，此劇更成功打入中國大陸的市場。2007年，首度拍攝電影《用意周到的申小姐》更獲得多個電影獎項，演技倍受肯定。但於2011年拍攝韓劇《間諜明月》期間突然罷拍避走美國，引起不少爭議。2014年9月，加入裴勇俊開設的經紀公司「KEYEAST」。

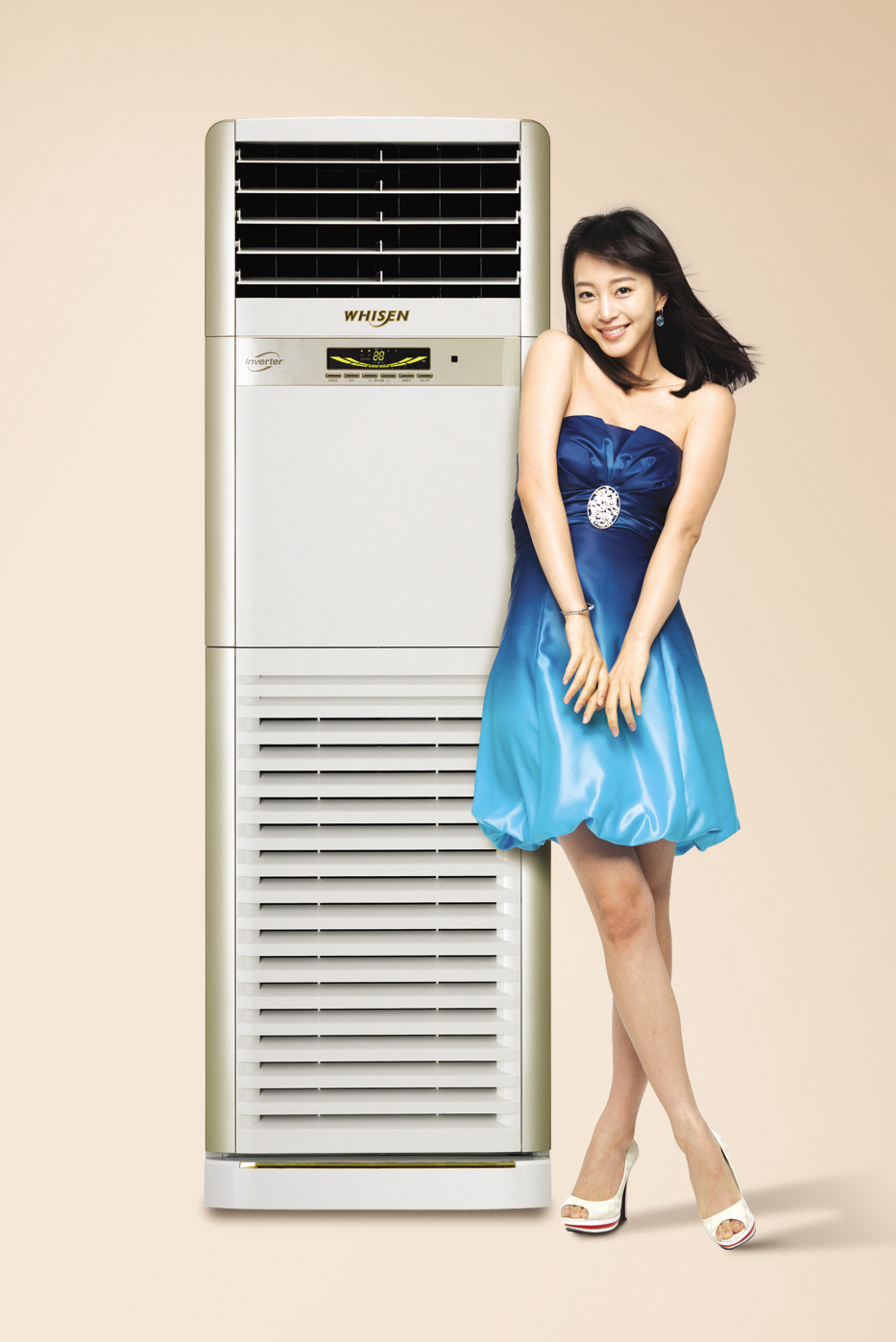
2010年，拍摄LG广告时的韓藝瑟

## 個人生活
2013年11月，公開與韓國YG娛樂著名音樂製作人Teddy的戀情，2016年10月24日傳出分手消息。

## 演出作品

### 電視劇
- 2003年：MBC《Non-Stop 4》飾演 韓藝瑟
- 2004年：KBS《九尾狐外傳》飾演 彩兒
- 2005年：SBS《那夏天的颱風》飾演 韓恩菲[6]
- 2006年：MBC《幻想情侶》飾演 趙安娜／羅桑實
- 2008年：SBS《老千》飾演 蘭淑／美娜
- 2009年：SBS《耶誕節會下雪嗎》飾演 韓智莞
- 2011年：KBS《間諜明月》飾演 韓明月
- 2014年：SBS《美女的誕生》飾演 莎拉／沙金蘭
- 2016年：JTBC《Madame Antoine》飾演 高慧琳
- 2017年：MBC《20世紀少男少女》飾演 史珍珍
- 2019年：SBS《Big Issue》飾演 池秀賢

### 電影
- 2007年：《劈腿女王（朝鲜语：용의주도 미스신）》飾演 申美秀
- 2009年：《怪獸大戰外星人》飾演 Susan Murphy（韓國版配音）
- 2011年：《티끌모아 로맨스》飾演 具弘實

### MV
- 2003年：輝星《With Me》
- 2010年：Rain《挽留你的歌》

## 主持
- 2003年：MBC《藝能通信》
- 2004年：SBS《藝能通信》
- 2004年：SBS人氣歌謠
- 2004年：第1屆亞洲音樂節
- 2004年：MBC《十大歌手頒獎禮》
- 2005年：SBS《人氣歌謠》
- 2005年：世界大學生小姐大賽
- 2006年：MBC演技大賞
- 2008年：SBS演技大賞

## 獎項
- 2001年：超級菁英模特兒選拔大會 ─ 茱麗葉獎
- 2004年：MBC演藝大賞 — 喜劇部門 最優秀賞《男生女生向前走4》
- 2006年：MBC演技大賞 — 迷你劇集 女子優秀演技賞、女子人氣賞、最佳情侶賞（與吳智昊）《梦幻情侶》
- 2007年：第43屆百想藝術大賞 ─ 電視部門 女子人氣賞
- 2007年：2007亞洲模特兒獎頒獎典禮 ─ 模特兒巨星獎
- 2008年：第44屆百想藝術大賞 ─ 電影部門 女新人奬《用意周到的申小姐》
- 2008年：第45屆韓國大鐘獎 ─ 最佳女新人獎、人氣獎《用意周到的申小姐》
- 2008年：第29屆青龍賞 ─  最佳女新人獎《用意周到的申小姐》
- 2014年：第21屆SBS演技大賞 ─ 中篇電視劇 女子優秀演技賞、十大明星賞、最佳情侶賞（與朱相昱）《美女的誕生》

## 外部連結
- 韓藝瑟的Instagram帳戶
- 韓藝瑟的YouTube頻道 （页面存档备份，存于）
- 韓藝瑟在互联网电影资料库（IMDb）上的資料（英文）
- 韓藝瑟在豆瓣上的资料（简体中文） （中文）
- 韓藝瑟在HanCinema的頁面（英文）